# Mycetomoellerius turrifex
Mycetomoellerius turrifex (лат.) — вид муравьёв из трибы грибководов Attini подсемейства мирмицины.
США (Луизиана, Оклахома, Техас) и Мексика (Чиуауа и Тамаулипас).

## Описание
Мелкие муравьи рыжевато-коричневого цвета. Длина головы рабочих (HL) в пределах 0,88—1,0 мм (у маток — 1,1—1,2 мм), ширина головы рабочих (HW) — 0,8—0,96 мм (у маток — 1,1—1,2 мм). Усики состоят из 11 члеников, без явной булавы. Тело покрыто многочисленными бугорками (каждый с волоском) и шипиками. Живут в земляных гнёздах, под камнями и корнями растений. Характерны своим тесным симбиозом с грибами, выращиваемыми в муравейниках.
Семьи моногинные и включают одну матку и около 300 рабочих муравьёв.
- Голова спереди
- Вид сверху

## Этимология
Вид был впервые описан в 1903 году американским мирмекологом Уильямом Уилером (Wheeler W. M.; 1865—1937) и назван «turrifex» по характерной «башнеподобной» форме входа в муравейник, сооружаемой рабочими муравьями из частичек почвы и опавших листьев. В 2019 году включён в состав рода Mycetomoellerius.